# Paolo De Stefano
Paolo De Stefano (Reggio Calabria, 24 gennaio 1943 – Reggio Calabria, 13 ottobre 1985) è stato un mafioso italiano, a capo dell'omonima cosca di 'ndrangheta dopo l'uccisione del fratello Giorgio. Fu senza dubbio uno dei protagonisti del cambiamento della 'Ndrangheta da fenomeno rurale a fenomeno imprenditoriale. Fu soprannominato "Il capo dei capi del reggino" per il potere che esercitava in quel territorio.

## Biografia e ascesa
Secondo di quattro fratelli, sopravvisse alla prima guerra di 'Ndrangheta che scoppiò a Reggio Calabria negli anni settanta, per diventare poi il boss più potente del reggino a capo dell'omonima cosca negli anni successivi.
La svolta verificatasi nella 'ndrangheta a metà degli anni settanta determinò l'acquisizione di un potere economico sempre maggiore, ma contemporaneamente ne destabilizzò l'assetto. Al vertice dell'organizzazione criminale calabrese, in quel periodo si trovano Girolamo Piromalli, Antonio Macrì e Domenico Tripodo. Lo Stato aveva messo a disposizione parecchi finanziamenti, destinati al completamento dell'Autostrada A3 Napoli-Reggio Calabria detta Salerno-Reggio Calabria, alla costruzione del quinto centro siderurgico e del porto di Gioia Tauro. 
In questo contesto Girolamo Piromalli capì che, per aumentare i profitti, l'organizzazione non poteva rimanere isolata dalle istituzioni statali. L'idea di allacciare rapporti con lo Stato attraverso la massoneria coperta, sul modello della mafia siciliana, fu subito appoggiata da Paolo De Stefano (che era a quei tempi un boss rampante del quartiere Archi di Reggio Calabria), ma non ben vista da Antonio Macrì e Domenico Tripodo.
Si creò pertanto una profonda frattura tra chi voleva seguire la strada della "tradizione", appoggiata da Macrì e Tripodo, e chi invece voleva percorrere la strada "progressista" cioè quella dei rapporti con le istituzioni statali, appoggiata fortemente da Piromalli e De Stefano.
Ne scaturì la prima guerra di 'Ndrangheta, al termine della quale finì per prevalere la linea dei Piromalli-De Stefano. Per permettere di avere contatti con le istituzioni statali attraverso la massoneria coperta (prima di allora severamente vietato dalle ferree regole della 'ndrangheta tradizionalista), Piromalli e De Stefano fondarono la Santa, una sorta di struttura parallela i cui affiliati (i "Santisti") possono intrattenere rapporti con uomini delle istituzioni statali. Paolo De Stefano si fregiò così del titolo di "Santista" ed entrò nella massoneria.

### Rapporti con altre organizzazioni
De Stefano intrattenne rapporti con la camorra, con la mafia siciliana e persino con la massoneria deviata e l'estremismo di destra che imperversava in quegli anni a seguito del fallito golpe Borghese. Il pentito Giacomo Lauro parla anche di un incontro nell'estate del 1970 tra i capibastone dei De Stefano, Paolo e Giorgio, con Junio Valerio Borghese. Secondo Vincenzo Vinciguerra la 'ndrangheta per il golpe avrebbe messo in azione 1500 uomini. Risultano documentati anche alcuni contatti marginali con la Banda della Magliana.

### Morte e seconda guerra di ndrangheta
Se la prima guerra di 'Ndrangheta fu uno scontro generazionale che coinvolse molte famiglie del Reggino, la seconda guerra di 'Ndrangheta fu determinata da una dura presa di posizione in seno al locale dei De Stefano. Ad infuocare gli animi era stato il controllo dei futuri appalti relativi alla costruzione del ponte sullo stretto di Messina, ma anche dalla volontà dei De Stefano di allargare la loro influenza nei territori di Villa San Giovanni territorio degli Imerti.
Indiscusso padrone di Reggio Calabria dopo l'eliminazione di Antonio Macrì e di Mico Tripodo, Paolo De Stefano venne freddato con dodici colpi insieme all'autista Antonio Pellicanò in un agguato tesogli nel 1985 nel quartiere di Archi dagli uomini del boss emergente Antonino Imerti detto "nano feroce" in vendetta al triplice omicidio con autobomba dei guardaspalle d'Imerti, 2 giorni prima, che scatenò la seconda guerra di ndrangheta, la più sanguinosa della storia del reggino.